# Raymond de Lacvivier
Raymond de Lacvivier (Florença, regió d'Armanyac, Occitània, 1852 - Elna, 29 de gener de 1930) fou un notari que col·laborà en l'elaboració d'una llengua catalana unificada i que va ser membre corresponent de l'Institut d'Estudis Catalans.
Fill de Marie-Therèse-Rose Calmetes, descendent d'una família d'Elna ennoblida pel duc de Noailles, el primer governador francès del Rosselló, i de Jean-Marie-Silve de Lacvivier, notari a Agen, descendent d'una molt antiga família de cavallers i comtes gascons.
Durant la guerra francoprussiana de 1870 fou capità de la guàrdia nacional, però no participà en cap batalla. Es casà amb Marie Marron de Martin amb la qual tingué tres fills Pierre (1882), Charles (1885) i Maurice, que serviren l'exèrcit francès durant la primera guerra mundial. El primer fou mutilat al Fort de Vaux, el segon ferit de gravetat pels gasos alemanys i el tercer morí al front de les Dardanel·les.
Treballà com el seu pare de notari. El 1906 fundà la Société d'Études Catalanes, de la qual esdevingué el soci número 15, juntament amb personalitats com Pere Vidal, Joan Amade, Lluís Pastre, Gustau Violet, Juli Delpont, Frédéric Saisset, Horaci Chauvet i Joan Bourrat. En fou membre del consell d'administració a partir del 1911. Aquesta societat científica rossellonesa, que fou activa durant més de quinze anys, es dotà d'una revista La Revue Catalane que tingué com a objectiu principal «de suscitar o d'encoratjar totes les iniciatives per tal de desenvolupar la vida literària, artística i científica» nord-catalana. Lacvivier hi escriví, del 1908 al 1920, nombrosos articles, particularment sobre els monuments i la història de la seva ciutat Elna, entre els quals: el convent dels caputxins, la campana del rellotge, la capella Nostra Senyora de la Trona, els antics cementeris, les voltes i els treballs de l'església. Publicà igualment preciosos textos manllevats del Cartulari i del Llibre verd d'Elna.
Totes les publicacions científiques de principi del segle xx a la Catalunya del nord acolliren textos de Raymond de Lacvivier : Ruscino, la Revue Littéraire et Historique, La Veu del Canigó... Del 1911 al 1920 dirigí un grup de catalanitzants de la S.E.C. per tal d'elaborar el primer diccionari català al Rosselló. Malgrat la seva gran tenacitat i la dels seus col·laboradors, Jean Amade, l'Abat Henri Granier-Mailly, Joachim Comet, Louis Pastre i Paul Bergue, aquest projecte no s'acabà.
Col·laborà en l'elaboració d'una llengua catalana unificada participant des del 1913 a l'empresa d'Anton Griera de replega de materials lexicològics del català antic, literari i parlat, que foren sintetitzats en dues obres majors: el Diccionari dels dialectes catalans i l'Atles Lingüístic de Catalunya. Corresponsal des de l'inici de l'Institut d'Estudis Catalans, defensà i promogué les noves normes ortogràfiques impulsades per Pompeu Fabra, que no foren acceptades per gaire intel·lectuals rossellonesos com Joan Amade i Juli Delpont.
Morí l'any 1930 a 78 anys a la seva casa d'Elna assassinat pel seu cunyat Henri de Martin.
El consistori de la vila d'Elna, per voluntat de l'arqueòleg Roger Grau, honorà Raymond de Lacvivier donant el seu nom al Museu del claustre.

## Obres
- Canal d'Elne. Comparaison de l'état matrice du rôle de 1892 avec le dénombrement déposé aux Archives départementales Perpignan: imprimerie Ch. Latrobe, 1895. 21,5 cm, 16 p.
- Elne, sa cathédrale, son cloître Perpignan: Imprimerie Comet, 1909. 16 cm, 21 p. 50 centimes.
- La Rame de vingt pieds Perpignan: Revue Catalane, 1911. Prix : 2 francs.
- Les Règles orthographiques de la langue catalane Perpignan: Imprimerie Catalane de J. Comet, 1913. 24 cm, 12 p.
- Inventaire sommaire des documents copiés dans le "cartulaire de l'église d'Elne" par Fossa Prades: Imprimerie Cocharaux, 1914. 23 cm., 67 p.
- Analyse du Livre Vert d'Elne – Extrait de Ruscino – Perpignan: Imprimerie Barrière et Cie, 1915. 49 p.
- Quelques noms de plantes et synonymes: catalans-français et français-catalans Perpignan : Imprimerie Catalane, 1920. 54 p.
- Mémoires de Mr R. - Extrait de Ruscino - Perpignan : Imprimerie Barrière et Cie, 1924. 37 p.